# Lubomír Zaorálek

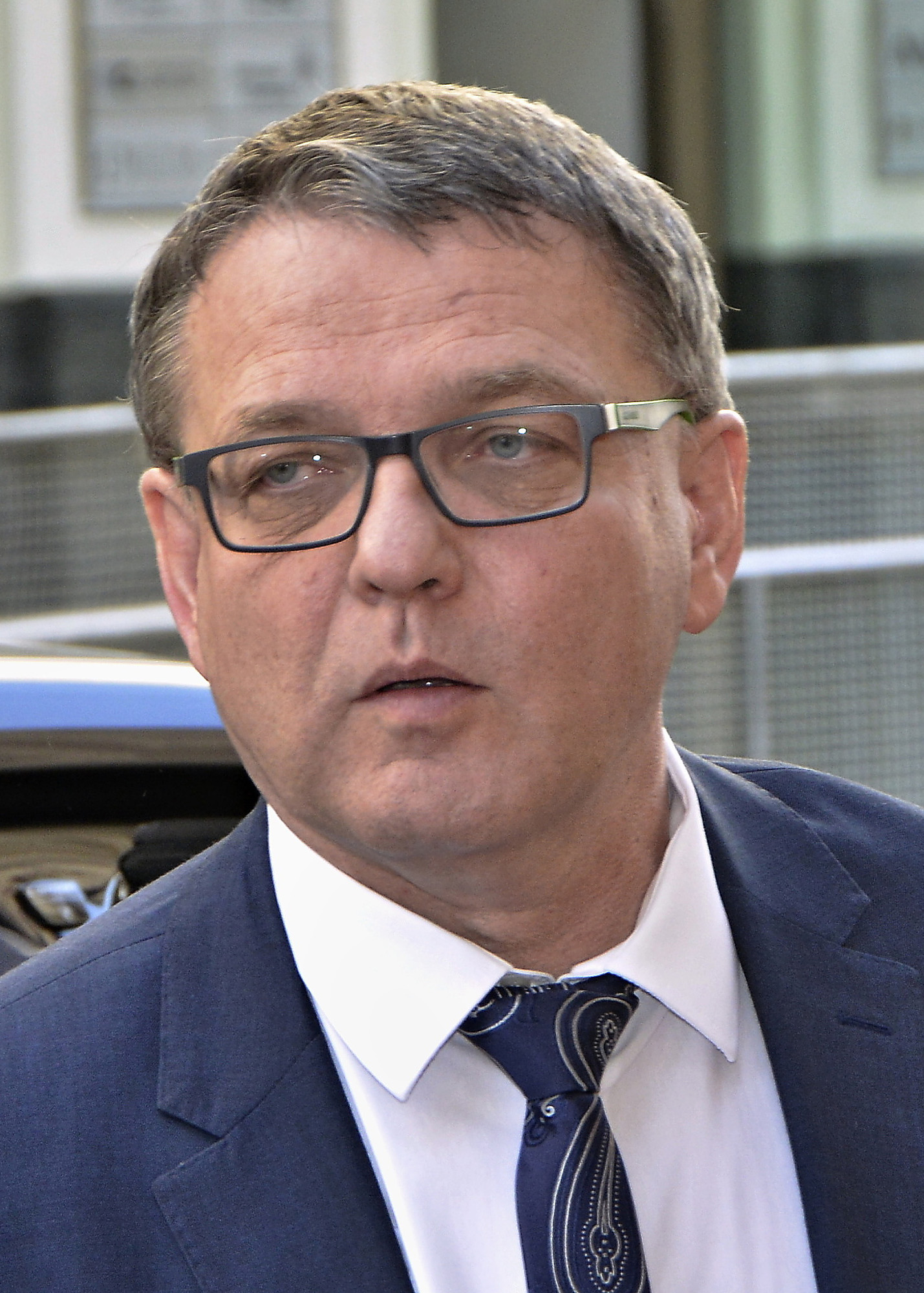
Lubomir Zaorálek

Lubomír Zaorálek (* 6. September 1956 in Ostrava) ist ein tschechischer Politiker (ČSSD). Zaorálek war von 1996 bis 2021 Mitglied des Abgeordnetenhauses und war vom 29. Januar 2014 bis zum 13. Dezember 2017 Außenminister im Kabinett von Bohuslav Sobotka. Zaorálek war von August 2019 bis zum 17. Dezember 2021 Kulturminister der Tschechischen Republik.

## Leben
Lubomír Zaorálek studierte an der Masaryk-Universität in Brünn. Danach arbeitete er als Dramaturg beim Tschechischen Fernsehen, danach war er 1986–1989 bei der Blockpartei Československá strana socialistická (ČSS) politisch tätig. Zaorálek gehörte zu den Mitbegründern des Bürgerforums in Ostrava und war für dieses 1990 im Zuge der Samtenen Revolution kurzzeitig Mitglied des tschechoslowakischen Parlamentes.
1994 trat Zaorálek in der Sozialdemokratischen Partei (ČSSD) bei. Bei den Parlamentswahlen 1996 wurde er für die Sozialdemokraten ins Abgeordnetenhaus des Parlaments der Tschechischen Republik gewählt. Von 11. Juli 2002 bis 14. August 2006 war er dessen Präsident und 2010–2013 Vizepräsident. Nach den Wahlen 2013 trat er als Außenminister in die Regierung Bohuslav Sobotka ein.
Nach dem am 14. Juni 2017 erklärten Verzicht von Bohuslav Sobotka auf die erneute Spitzenkandidatur bei der Abgeordnetenhauswahl 2017 aufgrund schlechter Umfragewerte wurde Zaorálek als neuer Spitzenkandidat der ČSSD und Kandidat für das Amt des tschechischen Ministerpräsidenten nach den Wahlen benannt. Die Partei erreichte jedoch lediglich ein Ergebnis von 7,3 Prozent.
Am 27. August 2019 wurde Zaorálek zum Kulturminister im Kabinett Andrej Babiš II ernannt. Als solcher griff er in einen Konflikt zwischen der Leiterin der Gedenkstätte Lidice, Martina Lehmannová, und Nachkommen der Opfer des Massakers in Lidice ein. Frau Lehmannová hatte vorgeschlagen, in der Gedenkstätte auch an eine in Auschwitz ermordete jüdische Frau zu erinnern, die sich zunächst in Lidice hatte verstecken können, bis eine Frau aus Lidice sie kurz vor dem Massaker bei der Polizei anzeigte. Durch die Bekanntmachung der Denunziation sahen einige der Nachkommen der Opfer des Massakers die Ehre ihrer ermordeten Vorfahren befleckt. Zaorálek stellte die Leiterin der Gedenkstätte im Januar 2020 vor die Wahl, zurückzutreten oder entlassen zu werden. Sie trat daraufhin zurück. Mit ihr gingen zehn Mitarbeiter.
Zaorálek ist Vorsitzender der Masarykova demokratická akademie.
Er ist geschieden und hat drei Kinder.